# Christian Krarup Fjord
Christian Johan Lodberg Krarup Fjord (født 14. november 1822, død 20. juli 1879) var en dansk skolelærer og politiker. Han sad i Folketinget i 1864-1866 og 1869-1876.
Fjord var søn af skolelærer og gårdejer Jesper Nielsen Fjord og bror til professor ved Landbohøjskolen N.J. Fjord. Han blev født 14. november 1822 i Gammelsogn i Gammel Sogn på Holmsland. Han blev uddannet lærer på Lyngby Seminarium i Lyngby på Djursland i 1842 og efterfulgte sin far som skolelærer i Gammelsogn i 1849. Han beholdt lærerembedet til sin død og var også i omkring 30 år direktør for Ulfborg Hind Herreders Brandforskring for Løsøre. I 1867 stiftede han Ringkøbing og Omegns Forbrugsforening som han blev formand for.
Fjord stillede op til valget til Den Grundlovgivende Rigsforsamling i 1848 i Ringkøbing, men blev kun nummer tre efter sognepræst Vilhelm Schøler i Staby og godsejer A.E.M. Tang som blev valgt.
I 1864 stillede han op til Folketingsvalget i Ringkøbingkredsen mod Sylvester Jørgensen, som havde været kredsen folketingsmand siden 1856, og vandt valget med 36 flere stemmer end Jørgensen. Fjord genopstillede ikke ved valget i juni 1866. Han stillede op igen ved folketingsvalgene i 1869, 1872 og 1873 i Hjertingkredsen (den senere Esbjergkreds), hvor han vandt over konsul J.K. Bork fra Fanø alle tre gange. Fjord blev ikke genvalgt ved Folketingsvalget i 1876, men tabte til lærer Albrecht Hviid. Han opstillede ikke igen. Politisk var han tættest på Højre.
Han stillede også op til Rigsrådets Folketing ved valget i 1865, men trak sit kandidatur før valghandlingen.